# Liste der Burgen und ehemaligen Adelssitze im Kreis Düren
Diese Liste der Burgen und ehemaligen Adelssitze im Kreis Düren zeigt die Burgen und ehemaligen Adelssitze im Kreis Düren in Nordrhein-Westfalen, aufgeteilt nach Gemeinden.

## Aldenhoven
- Burg Dürboslar in Dürboslar
- Burg Engelsdorf in Engelsdorf (Aldenhoven)
- Gut Köttenich in Aldenhoven
- Deutschordenskommende Siersdorf in Siersdorf (Aldenhoven)
- Gut Ungershausen in Dürboslar

## Düren
- Burg Birgel
- Burg Gürzenich
- Gut Weyern
- Haus Mozenborn
- Haus Pimmenich
- Haus Rath
- Schloss Burgau
- Haus Schloßberg

## Heimbach
- Burg Blens
- Burg Hausen
- Burg Hengebach
- Burg Vlatten

## Hürtgenwald
- Burg Berenstein

## Inden
- Burg Frenz
- Gut Müllenark
- Haus Lützeler

## Jülich
- Burg Bourheim
- Motte Altenburg
- Burg Lindenberg
- Haus Broich
- Hubertushof
- Schloss Jülich
- Schloss Kellenberg
- Schloss Linzenich
- Gut Lorsbeck
- Haus Lorsbeck
- Motte Lorsbeck
- Haus Overbach

## Kreuzau
- Burg Drove
- Burg Kreuzau
- Burg Untermaubach
- Haus Schneidhausen

## Langerwehe
- Burg Holzheim
- Karlsburg
- Laufenburg
- Schloss Merode

## Linnich
- Breitenbend

## Merzenich
- Ahrburg
- Stacherburg

## Nideggen
- Burg Gödersheim
- Burg Nideggen
- Burg Pissenheim

## Niederzier
- Burg Niederzier
- Burg Obbendorf
- Schloss Hambach

## Nörvenich
- Alte Burg
- Burg Binsfeld
- Burg Bubenheim
- Harff’sche Burg
- Schloss Nörvenich

## Vettweiß
- Hallenburg Disternich
- Burg Gladbach
- Burg Müddersheim
- Burg Sievernich